# Dictyosquilla tuberculata
Dictyosquilla tuberculata is een bidsprinkhaankreeftensoort uit de familie van de Squillidae. De wetenschappelijke naam van de soort is voor het eerst geldig gepubliceerd in 2001 door Ahyong.